# Kabardia-Balkaria
La república de Kabardia-Balkaria (en ruso: Кабардино-Балкарская Республика, romanizado: Kabardino-Balkárskaya Respúblika; en cabardo: Къэбэрдей-Балъкъэр Республикэ; en karachái-bálkaro: Къабарты-Малкъар Республика) o Kabardino-Balkaria (Кабардино-Балкария, tr.: Kabardino-Balkáriya) es una de las veinticuatro repúblicas de la Federación de Rusia. Su capital es Nálchik. Está ubicada en el distrito Cáucaso Norte limitando al norte con Stávropol, al este con Osetia del Norte-Alania, al sur con Georgia y al oeste con Karacháyevo-Cherkesia.

## Geografía
La república está situada al norte de las montañas del Cáucaso, con alturas de 5000 metros. Aquí se sitúa el monte Elbrús en la zona suroeste con la frontera de Karacháyevo-Cherkesia. La región se dispone en torno a la montaña y a los valles colindantes, que se elevan a una altitud de 2000 metros sobre el nivel del mar. De las cimas nevadas nacen los ríos y su superficie supera 12 500 kilómetros cuadrados, lo que hace a la república de las más pequeñas de Rusia.
- Fronteras:
  - interna: Krai de Stávropol (N/NE), república de Osetia del Norte-Alania (E/SE/S), república de Karacháyevo-Cherkesia (W/NW)
  - internacional: Georgia (S/SW)
- Punto más alto: Monte Elbrús (5642 m)
- Máxima distancia N->S: 167 km
- Máxima distancia E->W: 123 km

### Zona horaria
Kabardia-Balkaria está situada en la zona horaria de Moscú (MSK/MSD). El huso horario UTC es +03:00 (MSK).

### Ríos
Los ríos más grandes son:
- Río Térek (623 km)
- Río Malka (216 km)
- Río Cherek (131 km)
- Río Cheguem (102 km)
- Río Argudán
- Río Baksán
- Río Kurkuzhín
- Río Leskén
- Río Uruj

### Lagos

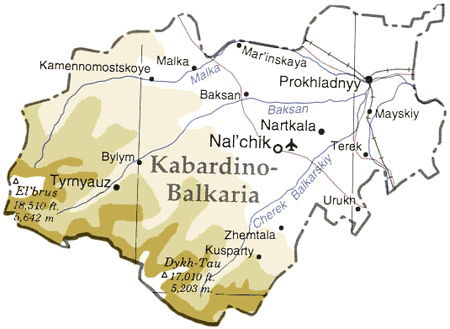
Mapa detallado de Kabardia-Balkaria.

Hay aproximadamente cien lagos en la república, ninguno de ellos grande. Algo más de la mitad (cincuenta y cinco) están situados entre los ríos Baksán y Malka, el mayor con una superficie de no más de 0.01 km². Algunos de los lagos son:
- Lago Tserikkel (área: 26 000 m²; profundidad: 368 m)
- Lago Goluboye inferior
- Lago Kel-Ketchén (profundidad: 177 m)
- Lago Goluboye superior (profundidad: 18 m)
- Lago Sekrétnoye
- Lago Tambukán (área: 1.77 km² profundidad: 1.5 a 2 m)

## Política
El jefe del gobierno en Kabardia-Balkaria es el Presidente. El presidente actual es Yuri Kókov, que ostenta el cargo desde 2014.
El parlamento de la república es la Asamblea Legislativa, formada por dos cámaras —cada una con 36 diputados elegidos para un mandato de cinco años—, el Consejo de la República y el Consejo de Representantes.
La Constitución de Kabardia-Balkaria fue adoptada el 1 de septiembre de 1997.